# Международный день охраны озонового слоя
Международный день охраны озонового слоя (на других официальных языках ООН: англ. International Day for the Preservation of the Ozone Layer, араб. اليوم العالمي للحفاظ على طبقة الأوزون, ‎исп. Día International de la Preservación de la Capa de Ozono, кит. 保护臭氧层国际日, фр. la Journée internationale de la protection de la couche d'ozone
) — 16 сентября. Ежегодный Международный день охраны озонового слоя провозглашён Генеральной ассамблеей ООН в 1994 году в специальной резолюции (№ A/RES/49/114).
Дата Международного дня выбрана в память о дне подписания Монреальского протокола по веществам, разрушающим озоновый слой.
Государствам, членам ООН, было предложено посвятить этот Международный день пропаганде конкретной деятельности в соответствии с задачами и целями Монреальского протокола.
Генеральный секретарь ООН Кофи Аннан в своём послании в 2006 году отметил огромный прогресс в усилиях по сохранению озонового слоя, сказал об оптимистических прогнозах, предсказывающих восстановление озонового слоя.

## Тема дня
- 2002 год — «Сохранить наше небо: защитите себя, защитите озоновый слой».
- 2003 год — «Сохранить наше небо: многое предстоит сделать для наших детей».
- 2004 год — «Сохранить наше небо: наша цель — благоприятствующая озону планета».
- 2005 год — «С мыслями об озоне — за безопасное солнце!»
- 2006 год — «Сохрани озоновый слой: спаси жизнь на Земле».
- 2007 год — «Празднование двадцати лет успеха в 2007 году».
- 2008 год — «Монреальский протокол — Глобальное партнёрство в глобальных интересах».
- 2009 год — «Обеспечение всеобщего участия: дело охраны озонового слоя объединяет мир».
- 2010 год — «Защита озонового слоя: пример благого управления и соблюдения принятых обязательств».
- 2011 год — «Поэтапный отказ от ГХФУ: уникальная возможность».
- 2012 год — «Защита нашей атмосферы для будущих поколений»
- 2013 год — «Здоровая атмосфера - это будущее, которого мы хотим»
- 2014 год — «Защита озонового слоя: миссия всё ещё стоит»
- 2015 год — « 30 лет совместного восстановления озонового слоя».[1]
- 2016 год — « Озон и климат: восстановление силами всего мира».[2]
- 2017 год — «Забота обо всём живом на Земле».[3]
- 2018 год — «Сохраняйте спокойствие и продолжайте».[4]
- 2019 год — «32 года и исцеление».[5]
- 2020 год — «Озон на всю жизнь: 35 лет защиты озонового слоя».[6]
- 2021 год — «Монреальский протокол — сохраняем нас, нашу еду и вакцины в прохладе».[7]
- 2022 год — «Монреальский протокол 35 лет: глобальное сотрудничество в защиту жизни на Земле».[8]
- 2023 год — «Монреальский протокол: восстановление озонового слоя и уменьшение последствий изменения климата».[9]
- 2024 год — «Монреальский протокол: содействие борьбе с изменением климата».[10]